# Спортивна гімнастика на літніх Олімпійських іграх 2012 — паралельні бруси (чоловіки)
Змагання у  вправах на паралельних брусах у рамках турніру зі спортивної гімнастики на літніх Олімпійських іграх 2012 року відбулись 7 серпня 2012 року на Північній арені Гринвіча. 

## Медалісти
| Золото          | Срібло                    | Бронза                  |
| Фен Чже · Китай | Марсель Нгуєн · Німеччина | Амільтон Сабо · Франція |

## Кваліфікація
| Місце | Гімнаст            | Країна     | Складність | Виконання | Штраф | Сума   | Підсумок |
| ----- | ------------------ | ---------- | ---------- | --------- | ----- | ------ | -------- |
| 1     | Юсуке Танака       | Японія     | 6.400      | 9.466     |       | 15.866 | Q        |
| 2     | Кадзухіто Танака   | Японія     | 6.700      | 9.025     |       | 15.725 | Q        |
| 3     | Фен Чже            | КНР        | 7.000      | 8.633     |       | 15.633 | Q        |
| 4     | Емін Гарібов       | Росія      | 6.500      | 9.100     |       | 15.600 | Q        |
| 5     | Кохей Утімура      | Японія     | 6.500      | 9.033     |       | 15.533 | -*       |
| 6     | Марсель Нгуєн      | Німеччина  | 6.800      | 8.725     |       | 15.525 | Q        |
| 7     | Васіліос Цолакідіс | Греція     | 6.500      | 8.966     |       | 15.466 | Q        |
| 8     | Даніел Коррал      | Мексика    | 6.600      | 8.833     |       | 15.433 | Q        |
| =9    | Амільтон Сабо      | Франція    | 6.500      | 8.866     |       | 15.366 | Q        |
| =9    | Чжан Ченлун        | КНР        | 6.500      | 8.866     |       | 15.366 | Q        |
| 11    | Самуель П'ясецький | Словаччина | 6.400      | 8.958     |       | 15.358 | R        |
| 12    | Данелл Лейва       | США        | 6.600      | 8.733     |       | 15.333 | R        |

Q — кваліфікувався, R — запасний.
- Лише двоє представників від однієї країни можуть потрапити у фінал.

## Фінал

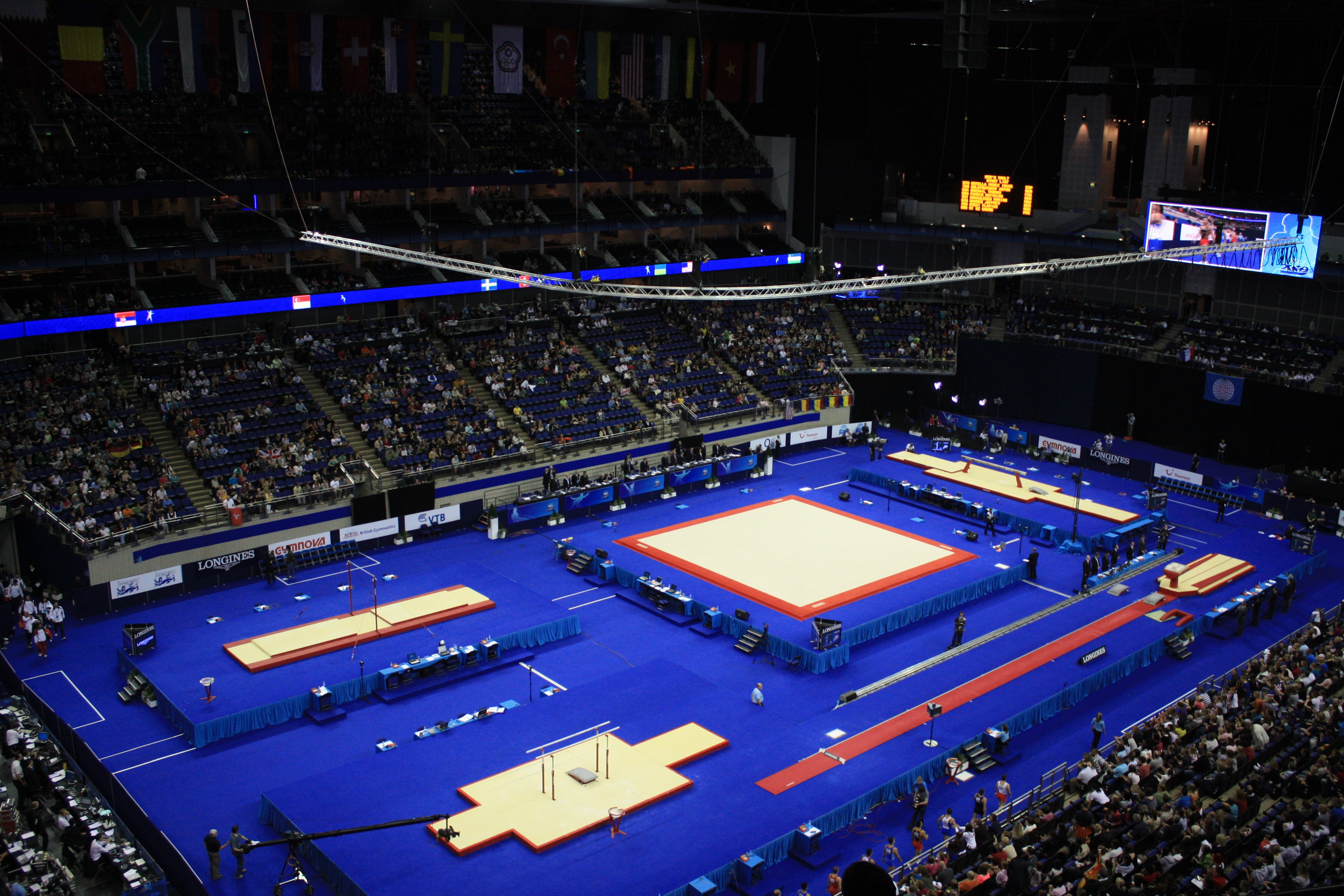
Північна арена Гринвіча

| Місце | Гімнаст            | Країна    | Складність | Виконання | Штраф | Сума   |
| ----- | ------------------ | --------- | ---------- | --------- | ----- | ------ |
|       | Фен Чже            | КНР       | 7.000      | 8.966     |       | 15.966 |
|       | Марсель Нгуєн      | Німеччина | 6.800      | 9.000     |       | 15.800 |
|       | Амільтон Сабо      | Франція   | 6.700      | 8.866     |       | 15.566 |
| 4     | Кадзухіто Танака   | Японія    | 6.700      | 8.800     |       | 15.500 |
| 5     | Даніел Коррал      | Мексика   | 6.600      | 8.733     |       | 15.333 |
| =6    | Емін Гарібов       | Росія     | 6.500      | 8.800     |       | 15.300 |
| =6    | Васіліос Цолакідіс | Греція    | 6.500      | 8.800     |       | 15.300 |
| 8     | Юсуке Танака       | Японія    | 6.400      | 8.700     |       | 15.100 |
| 9     | Чжан Ченлун        | КНР       | 6.300      | 7.508     |       | 13.808 |